# Pine Grove (Wisconsin)
Pine Grove – miasto w Stanach Zjednoczonych, w stanie Wisconsin, w hrabstwie Portage.